# Brucerolis victoriensis
Brucerolis victoriensis là một loài chân đều trong họ Serolidae. Loài này được Storey & Poore miêu tả khoa học năm 2009.